# Stomatologia dziecięca
Stomatologia dziecięca, pedodoncja – specjalizacja stomatologiczna wyodrębniona z powodu odrębności budowy zębów i całego układu stomatognatycznego w okresie rozwojowym.
Pedodoncja zajmuje się m.in. takimi zagadnieniami, jak:
- ząbkowanie i zaburzenia ząbkowania
- leczenie zębów mlecznych
- leczenie zębów stałych niedojrzałych
- leczenie chorób błony śluzowej u dzieci
- profilaktyka próchnicy, chorób błony śluzowej i wad zgryzu u dzieci.

W Polsce stomatologia dziecięca jest priorytetową dziedziną medycyny oraz jedną ze specjalizacji lekarsko-dentystycznych, która trwa 3 lata, a jej konsultantem krajowym od 7 czerwca 2019 roku jest prof. dr hab. Dorota Olczak-Kowalczyk.